# Ash vs Evil Dead
Ash vs Evil Dead è una serie televisiva statunitense di genere horror e commedia, creata da Sam Raimi, Ivan Raimi e Tom Spezialy per la rete Starz. Fa parte della saga de La casa (Evil Dead) e si colloca come seguito della trilogia di Sam Raimi, nonostante gli eventi del terzo capitolo di quest'ultima, L'armata delle tenebre, non vengano esplicitamente menzionati per via di alcuni problemi di copyright, se non brevemente nella penultima puntata della seconda stagione e nella terza stagione.
L'attore Bruce Campbell torna a vestire i panni del protagonista della serie Ash Williams e figura anche come produttore esecutivo della serie, assieme a Raimi e Robert Tapert.

## Trama
Sono passati ormai più 30 anni da quando Ash Williams ha dovuto combattere, barricato in uno chalet di montagna, contro le forze del male scatenate dal libro dei morti, il Necronomicon Ex-Mortis. Oggi fa ancora il commesso per un supermarket, vive in una roulotte e trascorre le serate in cerca di facili avventure. Una sera, dopo aver abbordato una ragazza in un bar, ha improvvisamente delle visioni che gli fanno ricordare il passato. Torna velocemente a casa (con la sua vecchia Oldsmobile Delta 88) e apre la cassa contenente i suoi cimeli più preziosi in cerca del Necronomicon. Nel rivederlo si ricorda di quando, qualche sera prima, completamente drogato, lo aveva riaperto, leggendo nuovamente l'incantesimo proibito della resurrezione del Demone Kandariano.
Quest'ultimo è un'antichissima entità demoniaca in grado di possedere uno o più viventi, alterandone l'aspetto e trasformandoli in "veicoli" della sua coscienza malvagia. I posseduti appaiono con gli occhi bianchi, senza pupille, e presentano una forza sovrannaturale. Ash dovrà nuovamente imbracciare la sua "motosega a braccio", innestata al moncherino del suo avambraccio privo di mano, e immergersi in un combattimento in lungo e in largo per gli Stati Uniti, al fine di sconfiggere definitivamente il malvagio Demone Kandariano. Sulle tracce del nostro eroe, una misteriosa donna di nome Ruby, in qualche modo connessa al Necronomicon.

## Episodi
| Stagione         | Episodi | Prima TV USA | Distribuzione Italia |
| ---------------- | ------- | ------------ | -------------------- |
| Prima stagione   | 10      | 2015-2016    | 2016                 |
| Seconda stagione | 10      | 2016         | 2016                 |
| Terza stagione   | 10      | 2018         | 2018                 |

## Personaggi e interpreti

### Personaggi principali
- Ashley Joanna "Ash" Williams (stagioni 1-3), interpretato da Bruce Campbell, doppiato da Michele Gammino.
Un commesso di una catena di supermercati che in passato ha vissuto una serie di rocambolesche avventure dopo il risveglio del Demone Kandariano per mezzo del Necronomicon, il "libro dei morti" (La casa), a seguito del quale ha perso la mano destra (La casa 2). Ha passato gli ultimi 30 anni a evitare le responsabilità, ma, quando la piaga del Male minaccia di distruggere l'umanità, Ash è costretto ad affrontare l'entità infernale un'altra volta.[4][5]
- Pablo Simon Bolivar (stagioni 1-3), interpretato da Ray Santiago, doppiato da Nanni Baldini.
Un immigrato grande amico di Ash che si unirà a lui nella caccia ai demoni.[5]
- Kelly Maxwell (stagioni 1-3), interpretata da Dana DeLorenzo, doppiata da Angela Brusa.
Collega di lavoro di Pablo, viaggerà insieme lui e Ash nella lotta contro le forze maligne dopo che i suoi genitori si sono trasformati. Pablo è innamorato di lei, inoltre è sottinteso che forse anche lei lo ricambia.[5]
- Amanda Fisher (stagione 1), interpretata da Jill Marie Jones, doppiata da Daniela Calò.
Un funzionario statale dello stato del Michigan alla ricerca di Ash e pronta a riscattarsi per vendicare la morte del suo partner.
- Ruby Knowby (stagioni 1-3), interpretata da Lucy Lawless, doppiata da Alessandra Cassioli.
La figlia del professor Raymond e di Henrietta Knowby e sorella di Annie Knowby (La casa 2). Ritiene Ash responsabile della loro morte e per questo conduce una cieca caccia all'uomo nel tentativo di uccidere Ash e distruggere la sorgente del male. Lei stessa demone del gruppo degli oscuri e responsabile del loro esilio. Cerca il necronomicon per avere potere sufficiente al dominio del mondo.
- Linda Bates (stagione 2), interpretata da Michelle Hurd, doppiata da Paola Majano.
La ragazza che Ash aveva ai tempi delle scuole superiori e che accoglierà il gruppo una volta arrivati a Elk Grove.
- Chet Kaminski (stagione 2), interpretato da Ted Raimi, doppiato da Andrea Lavagnino.
Vive a Elk Grove, ed è un vecchio amico di gioventù di Ash.
- Lacey Emery (stagione 2), interpretata da Pepi Sonuga, doppiata da Joy Saltarelli.
È la figlia ventunenne di Thomas e Linda.
- Brandy Barr (stagione 3), interpretata da Arielle Carver-O'Neill, doppiata da Veronica Puccio.
È la figlia di Ash che lui ebbe con la ex Candace, di cui il padre, per anni, ignorava l'esistenza.
- Dalton (stagione 3), interpretato da Lindsay Farris, doppiato da Marco Vivio.
È un membro dell'ordine dei "Cavalieri di Sumeria" volto al fine di combattere il male, giunge al Elk Grove per aiutare Ash nella lotta contro Ruby.

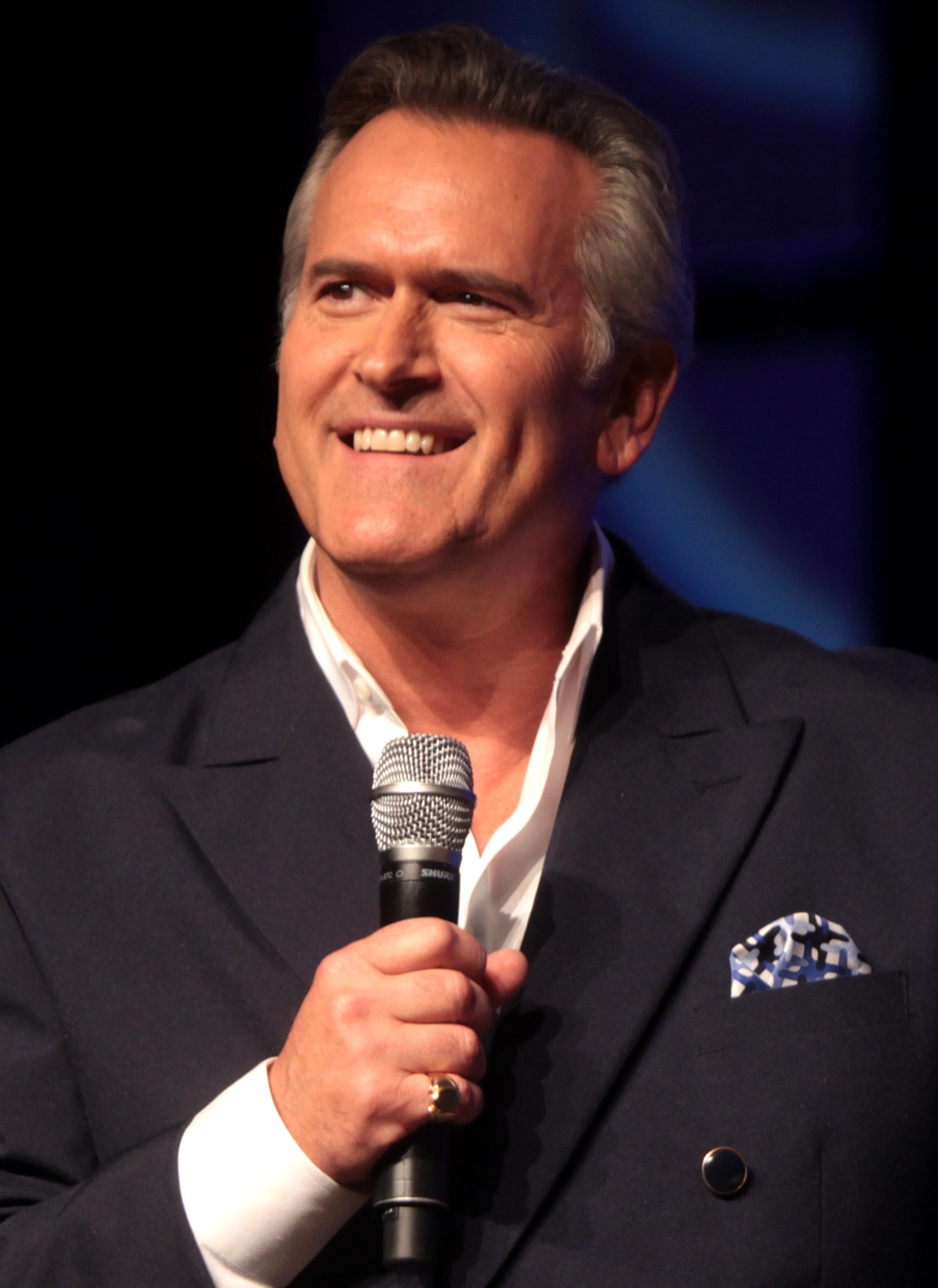
Bruce Campbell interpreta Ash Williams
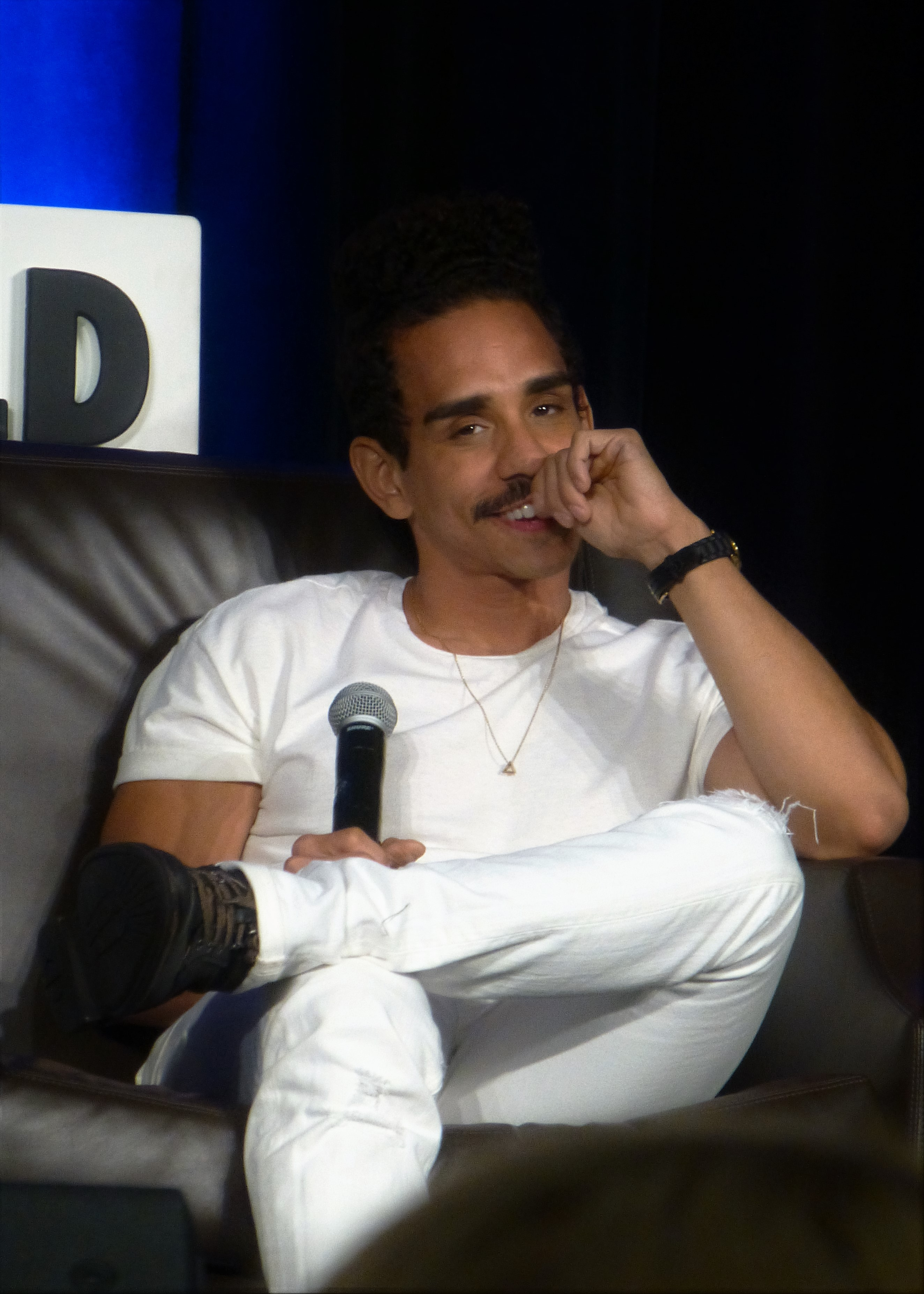
Ray Santiago interpreta Pablo Bolivar
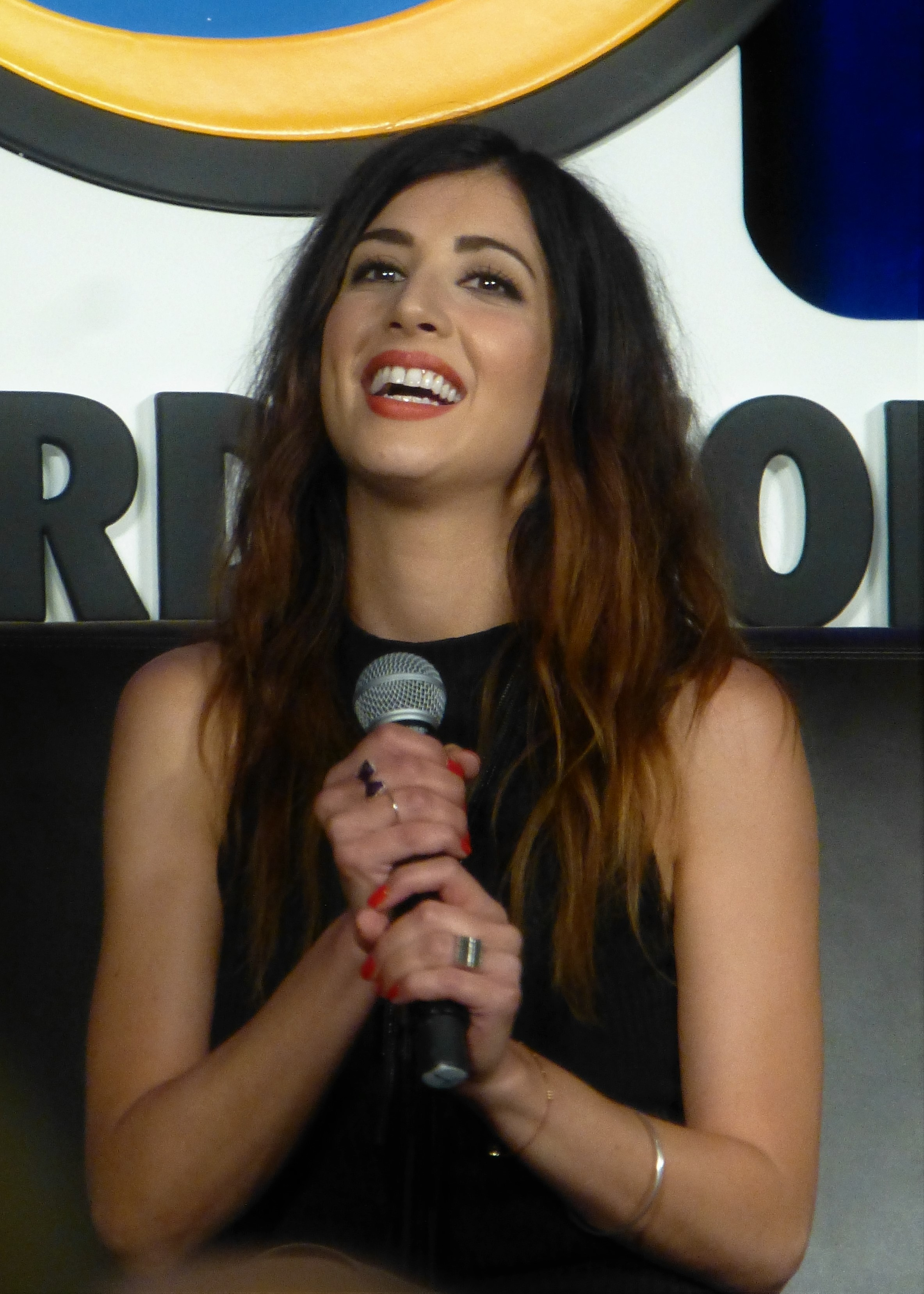
Dana DeLorenzo interpreta Kelly Maxwell
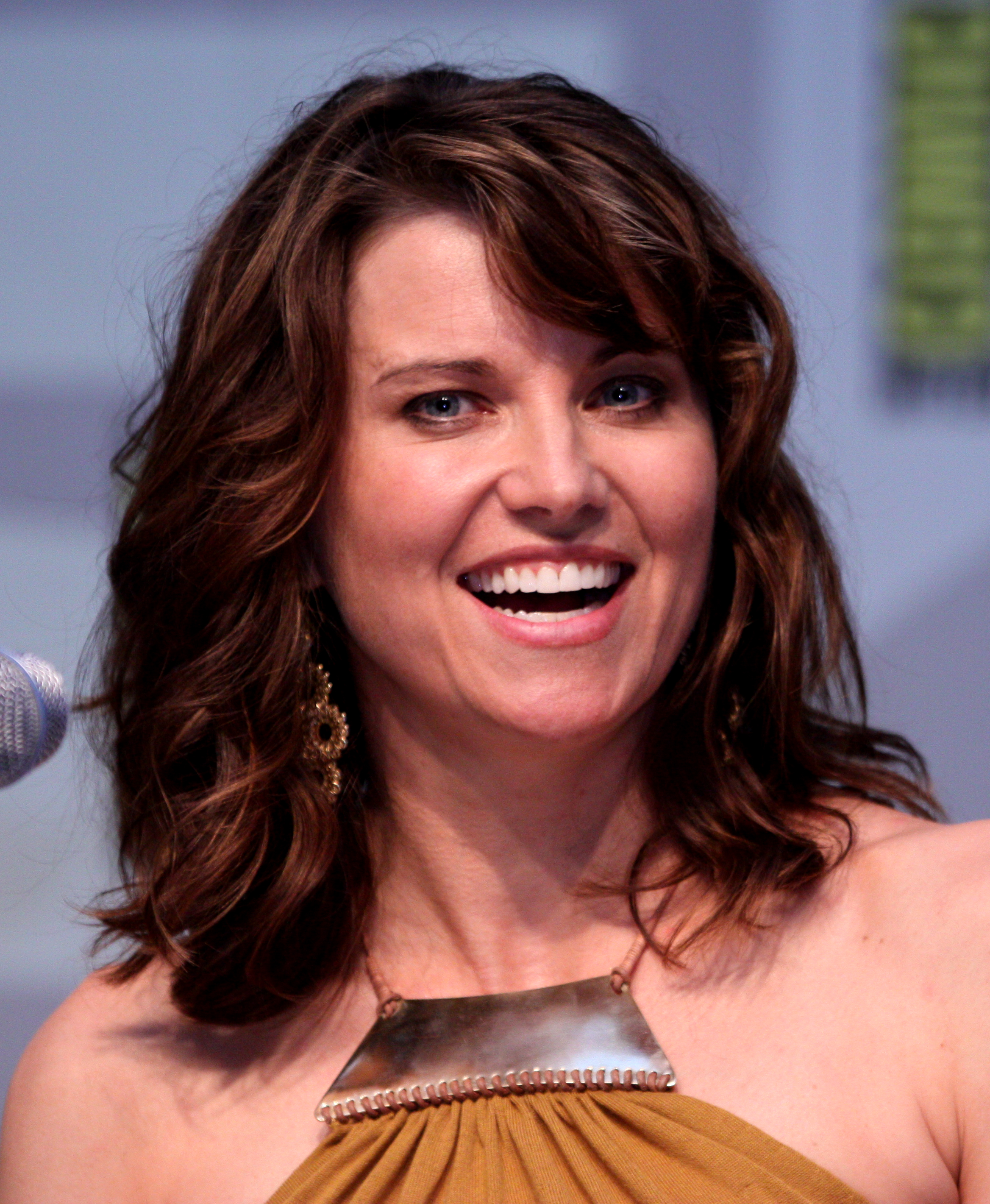
Lucy Lawless interpreta Ruby Knowby
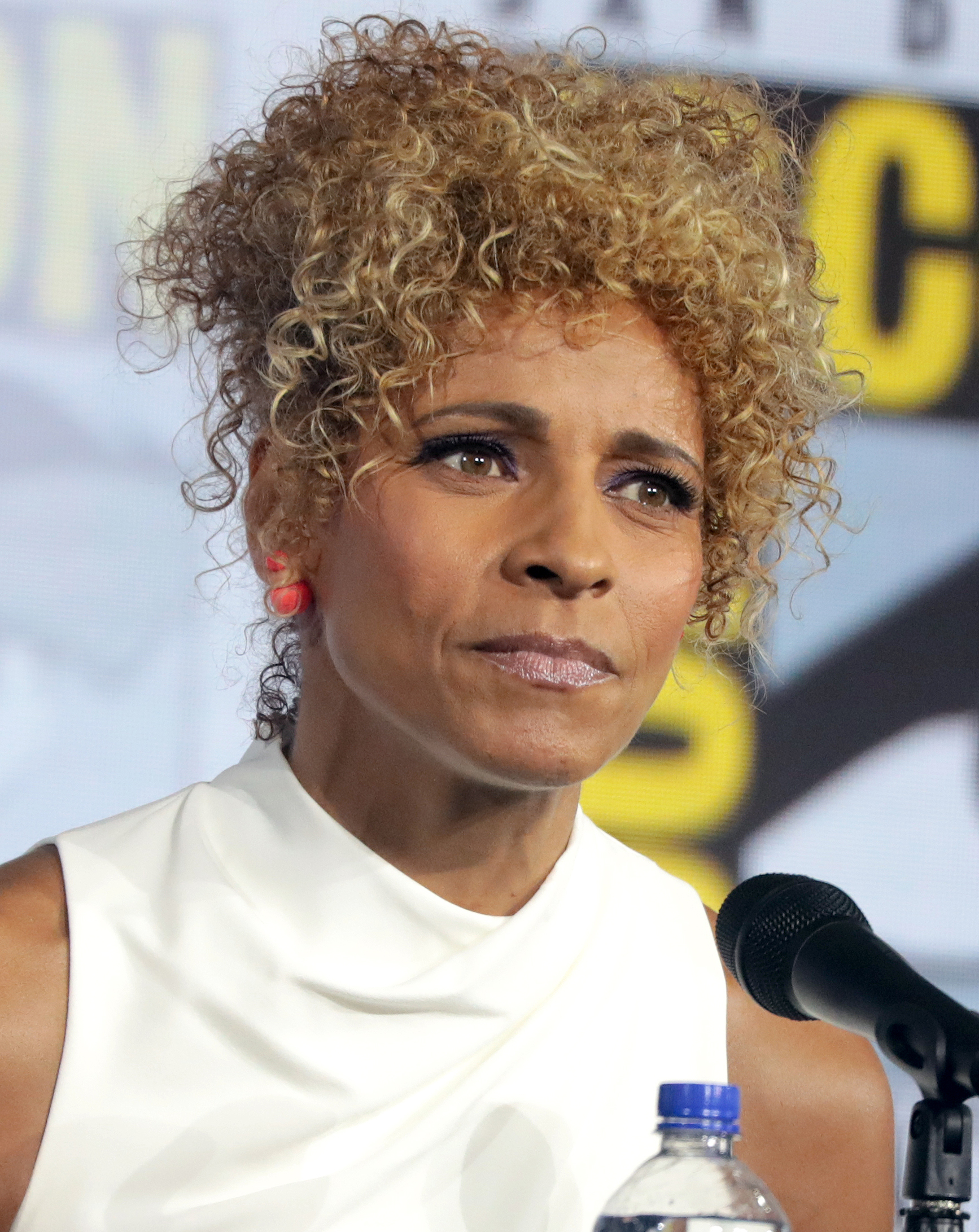
Michelle Hurd interpreta Linda Bates
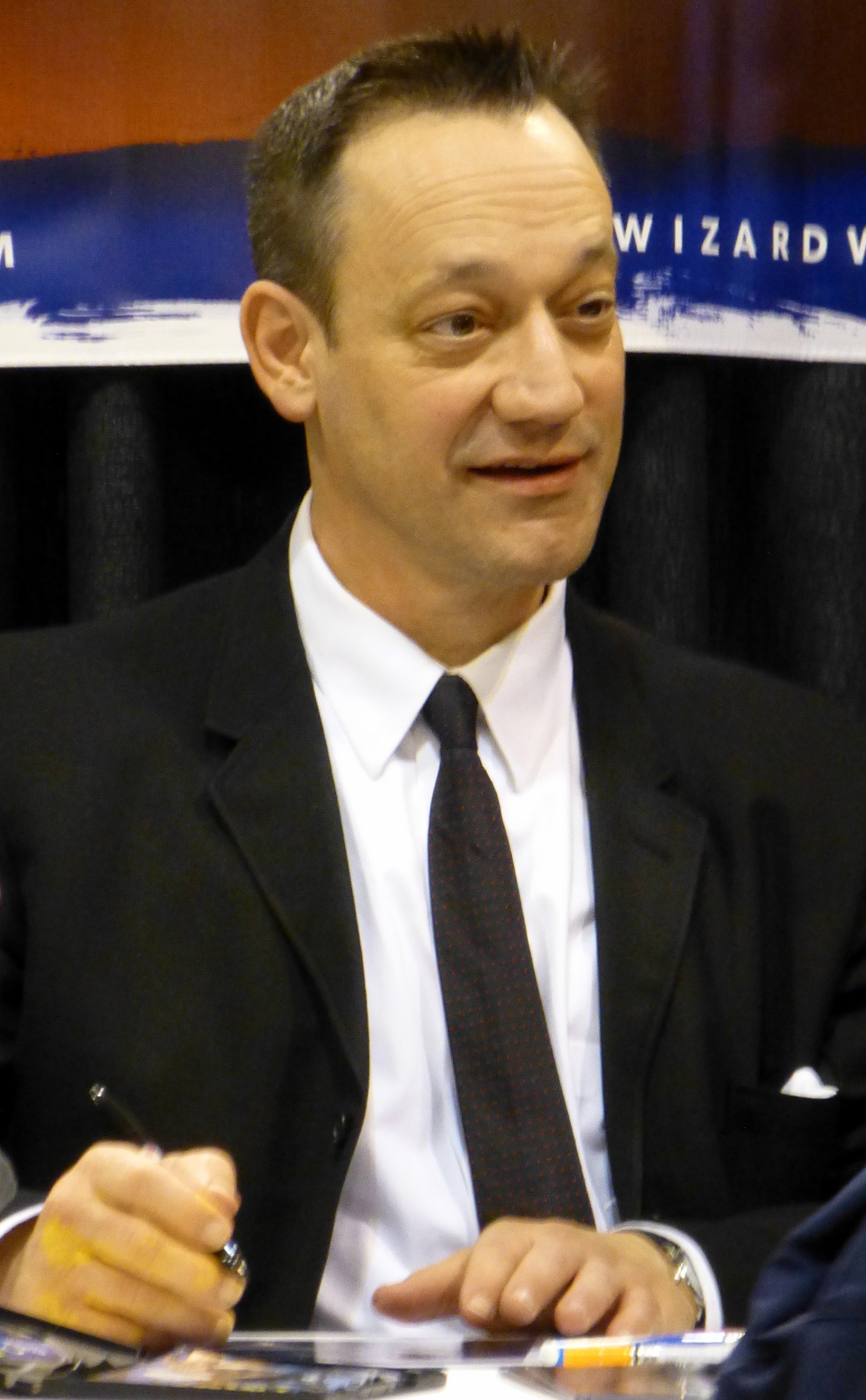
Ted Raimi interpreta Chet Kaminski

### Personaggi secondari
- Roper (stagione 1), interpretato da Damien Garvey, doppiato da Paolo Marchese.
Direttore del centro commerciale in cui lavorano Ash, Pablo e Kelly.
- Boyle (stagione 1), interpretato da Andrew Grainger, doppiato da Fabrizio Pucci.
Superiore di Amanda.
- El Brujo (stagioni 1, 3), interpretato da Hemky Madera, doppiato da Roberto Stocchi.
È lo zio di Pablo, è uno sciamano in possesso di misteriosi poteri.
- Brad (stagione 1), interpretato da Ido Drent, doppiato da Emiliano Coltorti.
Ragazzo che Pablo e Kelly conoscono mentre fa escursione nel bosco insieme alla fidanzata e un'amica.
- Heather (stagione 1), interpretata da Samara Weaving, doppiata da Elisa Angeli.
Amica di Brad che Pablo e Kelly conoscono mentre fa escursione nel bosco.
- Brock Williams (stagioni 2-3), interpretato da Lee Majors, doppiato da Dario Penne.
È il padre di Ash.
- Thomas Emery (stagione 2), interpretato da Stephen Lovatt, doppiato da Alberto Angrisano.
È il marito di Linda, nonché sceriffo di Elk Grove. Ha un cattivo rapporto con Ash sia per gelosia sia perché veniva spesso bullizzato a scuola.
- Baal (stagione 2), interpretato da Joel Tobeck, doppiato da Roberto Pedicini.
È un demone malvagio ed ex-marito di Ruby che vuole il Necronomicon per scopi nefasti. Chiamato spesso Bill da Ash, ha la capacità di impossessarsi dei corpi altrui vestendone la pelle e di manipolare le menti.
- Tanya (stagione 2), interpretata da Sara West, doppiata da Veronica Puccio.
Studentessa del professor Knowby.
- Candace Barr (stagione 3), interpretata da Katrina Hobbs, doppiata da Monica Gravina.
È la madre di Brandy.
- Zoe (stagione 3), interpretata da Emilia Burns, doppiata da Chiara Gioncardi.
Membro dell'ordine dei Cavalieri di Sumeria.

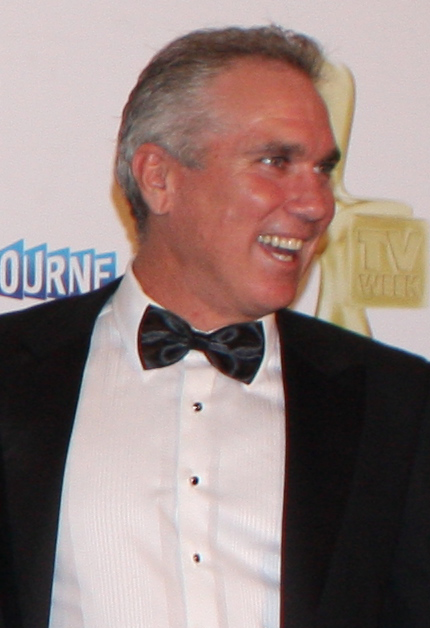
Damien Garvey interpreta Roper
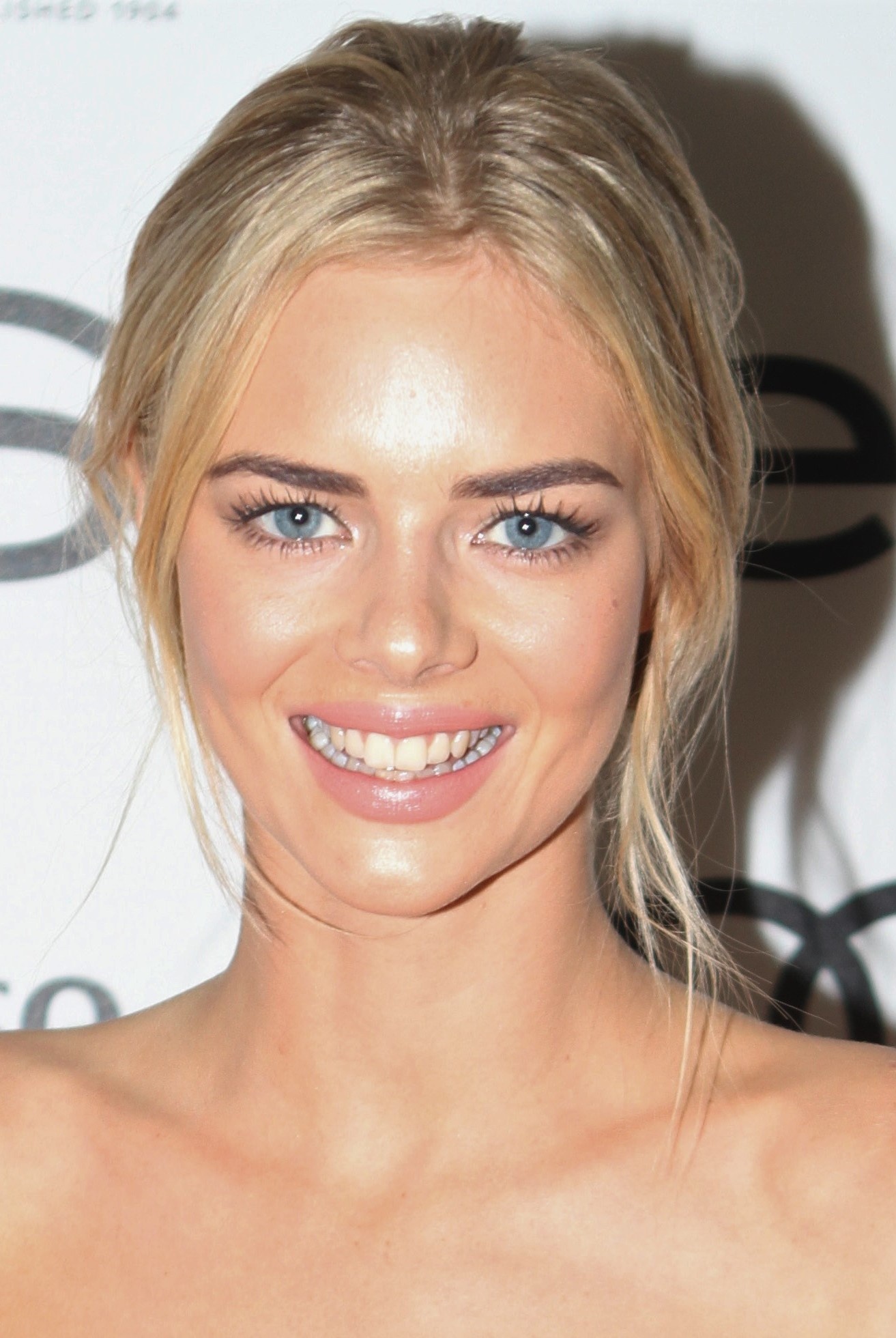
Samara Weaving interpreta Heather
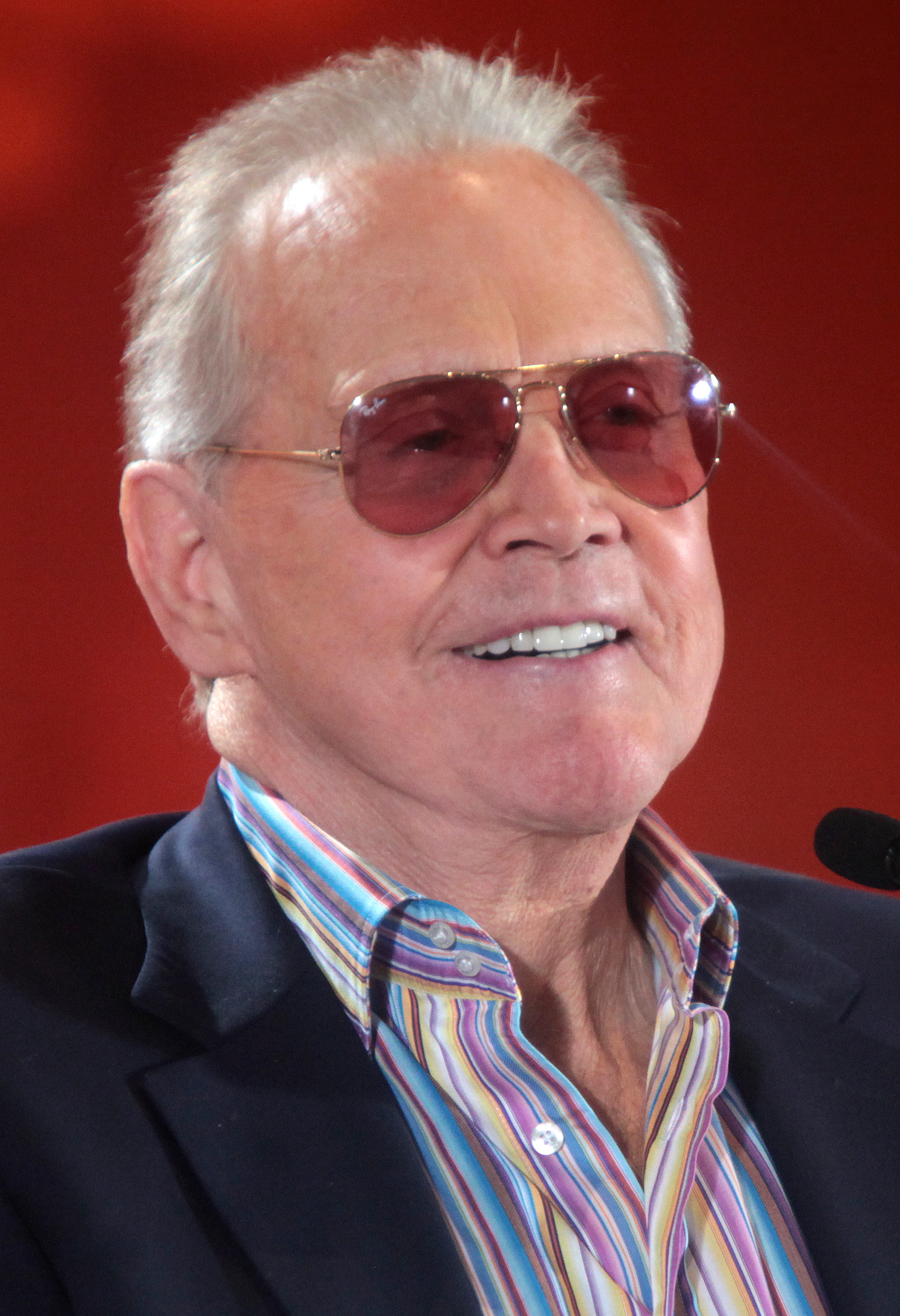
Lee Majors interpreta Brock Williams

### Guest star
- Linda (stagione 1), interpretata da Rebekkah Farrell.
Ex-ragazza di Ash perita 30 anni prima a causa degli zombie.
- Cheryl Williams (stagione 2), interpretata da Ellen Sandweiss.
Sorella minore di Ash.
- Professor Raymond Knowby (stagione 2), interpretato da Nicholas Hope, doppiato da Ambrogio Colombo.
Ricercatore ossessionato dal Necronomicon e padre di Ruby.
- Henrietta Knowby (stagione 2), interpretata da Alison Quigan (forma umana) e Ted Raimi (forma posseduta).
Moglie di Raymond e madre di Ruby posseduta dal Kandarian dopo aver recitato il rito del Necronomicon.

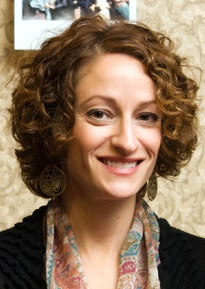
Ellen Sandweiss interpreta Cheryl Williams

## Produzione
Durante il San Diego Comic-Con del 2014, Sam Raimi rivelò che stava sviluppando una serie televisiva basata sulla serie di La casa. La serie è stata scritta da Raimi, suo fratello Ivan Raimi e Bruce Campbell, da lungo tempo collaboratore e amico. Venne confermato da Campbell al Comic-Con del 2014 in Ohio durante il quale affermò: «Nel 2015, un vecchio Ash Williams apparirà come il personaggio principale di Ash vs Evil Dead, una serie televisiva commedia horror della Starz. Racconterà la lunga storia di Ash dopo la trilogia cinematografica. Raimi dirigerà il primo episodio della serie e lo show sarà scritto da Sam Raimi, Ivan Raimi e Tom Spezialy».
Già tre giorni prima della messa in onda della prima stagione, Starz ha rinnovato la serie per una seconda stagione di 10 episodi., mentre, il 7 ottobre 2016, viene rinnovata per una terza. La première della terza stagione andrà in onda il 25 febbraio 2018. Il 20 aprile dello stesso anno, Starz annuncia ufficialmente la cancellazione della serie per via del calo di ascolti. Verso la fine della terza stagione, il numero di spettatori era sceso dagli iniziali 437,000 della prima stagione a circa 175,000. Secondo Variety, all'epoca della messa in onda dell'ottavo episodio della terza stagione, la serie aveva un indice d'ascolto pari a 0.08 tra adulti di età compresa dai 18 ai 49 anni, con approssimativamente 177,000 telespettatori a puntata.
Bruce Campbell disse che Ash vs. Evil Dead era stata il suo coronamento di carriera: «Ash Williams è stato il ruolo della mia vita. È stato un onore riunirsi con i "compagni" di Evil Dead Rob Tapert e Sam Raimi per dare ai nostri instancabili fan un altro assaggio dell'oltraggiosa commedia horror che desiderano. Sarò per sempre grato alla Starz per l'opportunità di rivisitare il franchise che ha lanciato le nostre carriere». A seguito della notizia della cancellazione della serie, i fan fecero una petizione on line per chiedere il rinnovo di Ash vs Evil Dead per una quarta e quinta stagione. In risposta a un articolo apparso sul sito web Bloody Disgusting che incoraggiava i fan a scrivere una petizione a Netflix per la continuazione della serie, Campbell tramite il suo account Twitter rilasciò la seguente dichiarazione: "Grazie ai fan per il tentativo, ma ormai mi sono ritirato come Ash. #timetofrysomeotherfish".

## Riconoscimenti
- 2016 - Saturn Award
  - Miglior attore in una serie televisiva a Bruce Campbell
  - Candidatura per la Miglior serie televisiva horror